# Philippe Boyer
Philippe Boyer (* 29. März 1959 in Fontainebleau) ist ein ehemaliger französischer Radrennfahrer und nationaler Meister im Radsport.

## Sportliche Laufbahn
Boyer war im Bahnradsport aktiv. Bei den Bahnradsport-Weltmeisterschaften 1985 gewann er die Silbermedaille im 1000-Meter-Zeitfahren hinter Jens Glücklich. Silber holte er auch bei den Mittelmeerspielen 1983 im Sprint und im Zeitfahren. Bei den nationalen Meisterschaften gewann Boyer 1983 sowie 1985 bis 1987 den Titel im Zeitfahren. 1984 wurde er Vize-Meister hinter Fabrice Colas, 1981 wurde er Dritter. 1987 kam er in Sprintmeisterschaft auf den dritten Rang. In der Champion of Champions Trophy 1982 wurde er Zweiter.
1987 und 1988 sowie 1993 und 1994 startete er als Berufsfahrer. 1988, während seiner Zeit bei Système U bestritt er auch Straßenrennen, darunter Bordeaux–Paris.
Boyer wurde 2002 wegen Verstoßes gegen die Gesetzgebung zu Dopingprodukten zu neun Monaten Gefängnis verurteilt und veröffentlichte im Oktober 2003 seine Autobiografie „Champion, flic et voyou“.